# آچینسک
شهر آچینسک (به روسی: Ачинск) در کشور روسیه و در کرای کراسنویارسک واقع شده‌است.